# Édgar González
Edgar Gonzales Brítez (Itapé, departamento de Guairá, 10 de abril de 1979) es un exfutbolista paraguayo. Jugaba de mediocampista defensivo y su último equipo fue el club Cerro Porteño de la Primera División de Paraguay.

## Trayectoria
En junio de 2007 formó parte de la selección paraguaya que disputó la Copa América 2007. Después de ese torneo fue transferido al Club Estudiantes de La Plata de Argentina. A mediados del 2009, Estudiantes lo cedió a préstamo al Club Alianza Lima por un año. Una vez vencido el préstamo, Alianza compró su pase. Desde julio del 2012, pasó a formar parte del equipo paraguayo Cerro Porteño, pero solo estuvo 6 meses, ya que para la temporada 2013 no siguió en el club. Desde entonces está libre.

## Clubes
| Club                 | País      | Año       |
| -------------------- | --------- | --------- |
| Guaraní              | Paraguay  | 2000-2001 |
| Deportivo Recoleta   | Paraguay  | 2002      |
| Guaraní              | Paraguay  | 2003-2005 |
| Cerro Porteño        | Paraguay  | 2006-2007 |
| Estudiantes La Plata | Argentina | 2007-2008 |
| Olimpia              | Paraguay  | 2008-2009 |
| Alianza Lima         | Perú      | 2009-2012 |
| Cerro Porteño        | Paraguay  | 2012      |